# Campeonato Mundial Feminino de Xadrez de 1927
A Campeonato Mundial Feminino de xadrez de 1927 foi a primeira edição da competição e foi organizada pela FIDE, e realizada em Londres conjuntamente a primeira edição das Olimpíadas de xadrez. A competição foi realizada no formato round-robin (todos contra todos) e teve como vencedora Vera Menchik.

## Campeonato Mundial Feminino[8][9]
| #  | Jogadora                         | 1 | 2 | 3 | 4 | 5 | 6 | 7 | 8 | 9 | 10 | 11 | 12 | Total |
| -- | -------------------------------- | - | - | - | - | - | - | - | - | - | -- | -- | -- | ----- |
| 1  | URS Vera Menchik                 | x | 1 | 1 | 1 | ½ | 1 | 1 | 1 | 1 | 1  | 1  | 1  | 10½   |
| 2  | SWE Katarina Beskow              | 0 | x | 0 | 1 | 1 | 1 | 1 | 1 | 1 | 1  | 1  | 1  | 9     |
| 3  | AUT Paula Wolf-Kalmar            | 0 | 1 | x | 1 | 1 | 1 | 0 | ½ | 0 | 1  | ½  | 1  | 7     |
| 4  | ENG Edith Holloway               | 0 | 0 | 0 | x | ½ | 1 | ½ | 1 | ½ | 1  | 1  | ½  | 6     |
| 5  | ENG Edith Michell                | ½ | 0 | 0 | ½ | x | 0 | 1 | 0 | 1 | 1  | 1  | 1  | 6     |
| 6  | ENG Edith Charlotte Price        | 0 | 0 | 0 | 0 | 1 | x | 1 | 1 | 1 | 0  | ½  | 1  | 5½    |
| 7  | AUT Gisela Harum                 | 0 | 0 | 1 | ½ | 0 | 0 | x | 0 | 1 | 0  | 1  | 1  | 4½    |
| 8  | SCO Florence Hutchinson-Stirling | 0 | 0 | ½ | 0 | 1 | 0 | 1 | x | 0 | 1  | 0  | ½  | 4     |
| 9  | FRA Jeanne Frigard               | 0 | 0 | 1 | ½ | 0 | 0 | 0 | 1 | x | 0  | 1  | 0  | 3½    |
| 10 | ENG Agnes Stevenson              | 0 | 0 | 0 | 0 | 0 | 1 | 1 | 0 | 1 | x  | ½  | 0  | 3½    |
| 11 | NOR S. Synnevaag                 | 0 | 0 | ½ | 0 | 0 | ½ | 0 | 1 | ½ | ½  | x  | 1  | 3½    |
| 12 | GER M. Daunke                    | 0 | 0 | 0 | ½ | 0 | 0 | 0 | ½ | 1 | 1  | 0  | x  | 3     |